# Blang Balok
Blang Balok is een bestuurslaag in het regentschap Aceh Timur van de provincie Atjeh, Indonesië. Blang Balok telt 1004 inwoners (volkstelling 2010).